# Sucesos de la Foz de Lumbier
Los Sucesos de la Foz de Lumbier se produjeron a lo largo de todo el día 25 de junio de 1990 en el paraje conocido como Foz de Lumbier, un cañón formado por el río Irati en Navarra (España).
Consistieron en un enfrentamiento armado entre fuerzas especiales de la Guardia Civil e integrantes del Comando Nafarroa de la organización terrorista Euskadi Ta Askatasuna (ETA) que fueron sorprendidos por aquellos durante una patrulla rutinaria y supusieron, de facto, el desmantelamiento del comando.
A consecuencia de estos hechos, un sargento de la Guardia Civil fue asesinado, y dos miembros de la organización terrorista aparecieron muertos a la mañana siguiente. Ambos se suicidaron al verse atrapados por las fuerzas policiales, ayudados por un tercer terrorista que fue capturado gravemente herido.
Entre los sectores más radicales del nacionalismo vasco se extendió la versión de que los dos etarras muertos habían sido torturados y ejecutados por la Guardia Civil, lo que dio lugar incluso al libro Foz de Lumbier. Antecedente y crónica de unas ejecuciones. Ninguna de las investigaciones realizadas aportó datos que corroboraran esta versión, y el único terrorista superviviente, Germán Rubenach, quien afirmó haber ayudado a sus compañeros en el suicidio colectivo, cambió varias veces su declaración.

## Contexto

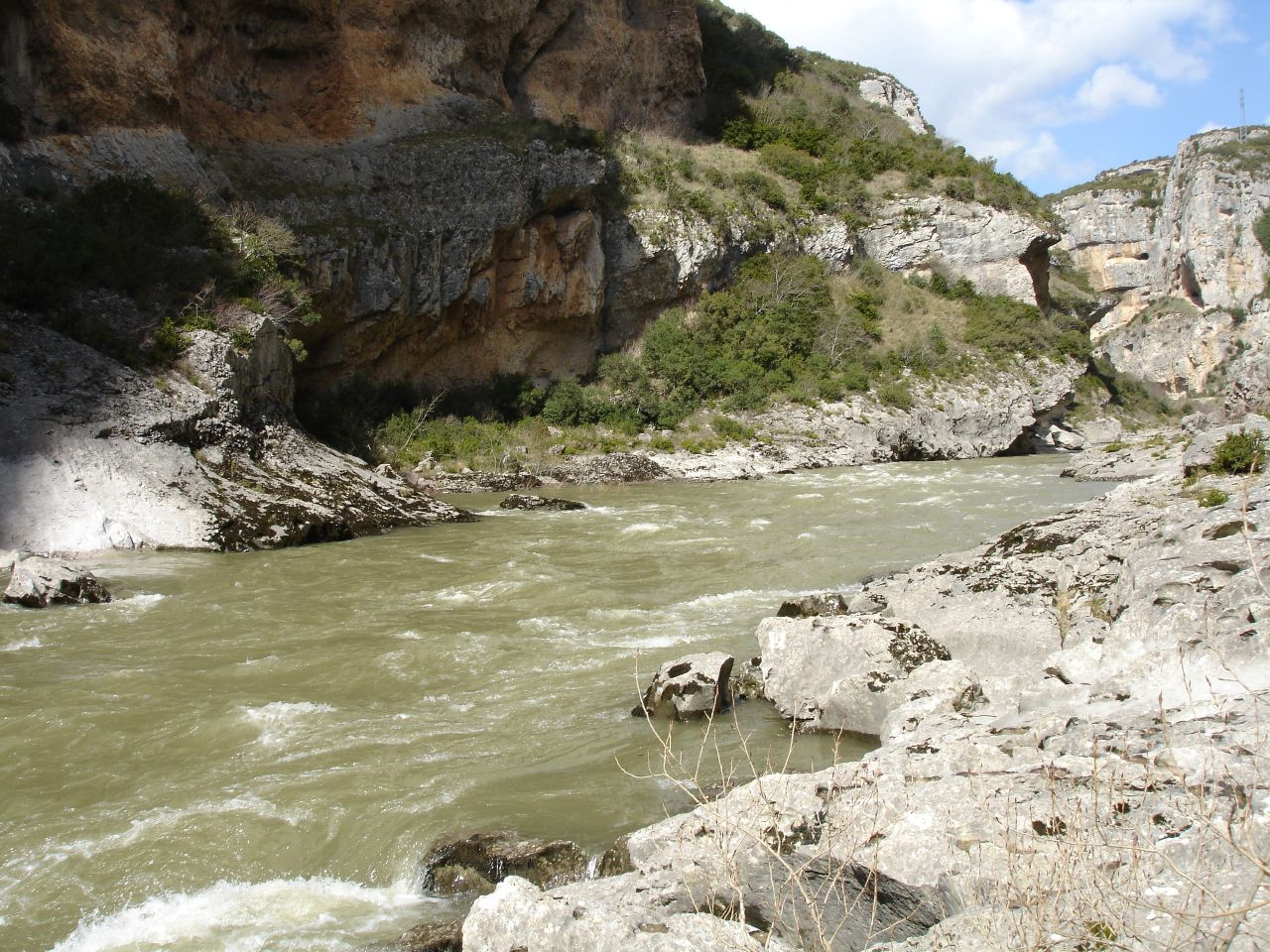
El río Irati a su paso por la Foz de Lumbier, y donde se desarrollaron los acontecimientos. El etarra Juan María Lizarralde apareció con la cabeza sumergida en el río.

### El ComandoNafarroa
La existencia de un comando estable de ETA en Navarra (Comando Nafarroa) ha sido bastante habitual debido a su proximidad geográfica con el País Vasco. Sus componentes desde 1986 fueron Juan María Lizarralde Urreta, Heavy (Andoáin, 1956- Lumbier, 1990 -el primero en la jerarquía del grupo-), María Susana Arregi Maiztegui (Oñate, 1964 - Lumbier, 1990) y Germán Rubenach Roiz (Bilbao, 1965). En 1988 se les unieron Juan José Zubieta Zubeldia (Lecumberri, 1965) y Javier Goldaraz Aldaya. Durante este período realizaron dos atentados con coche-bomba en Estella y Pamplona, y un ataque a un cuartel de la Guardia Civil en Alsasua, con un saldo total de 3 muertos y 11 heridos. Asimismo, secuestraron al industrial Adolfo Villoslada, liberado 84 días después previo pago de un rescate de 350 millones de pesetas.

### Contexto geográfico
La Foz de Lumbier es un cañón formado por el río Irati, a unos 40 km de Pamplona, al que sólo se puede acceder a través de dos túneles, uno en dirección a Lumbier y otro en dirección Liédena. La garganta está delimitada por escarpadas paredes de roca que lo convierten en una ratonera y que a la postre resultó determinante para los sucesos de 1990.
Parajes de montaña como la Foz han sido habitualmente utilizados por ETA para ubicar zulos en los que esconder explosivos e incluso ocultar secuestrados, como ocurrió con Adolfo Villoslada en 1989 por el Comando Nafarroa.

## Hechos
La mañana del 25 de junio, la patrulla del cuartel de Lumbier formada por el sargento José Luis Hervás Mañas (Yeste, Albacete, 1955 - Lumbier, 1990) y el cabo primero Ortega se aproximó, dirección Liédena, en el Nissan Patrol reglamentario al paraje de la Foz. Su cometido era la prevención de pequeños hurtos que se solían producir en la zona a turistas que dejaban su vehículo en las proximidades.
A las 12 del mediodía, y al observar una persona (Lizarralde) con unas bolsas sospechosas a la orilla del río, el sargento descendió hasta el mismo para su identificación, quedándose junto al vehículo el Cabo primero. En ese momento, llegaron otras dos personas (Rubenach y Arregi), también con bolsas de deporte, que se encontraban próximas. Mientras el cabo observa desde arriba cómo conversan, llega otro Nissan Patrol de la Guardia Civil, ocupado por el sargento José Domínguez Peris y el agente Benito Rivero Petronila, ambos del cuartel de Sangüesa.
Cuando Ortega avisa a Hervás de la llegada de la patrulla, se escuchan 2 disparos y el sargento, que se encontraba identificando a los etarras, se desploma inmediatamente. Los guardias que se encontraban en la parte superior del río comienzan a descender y se entabla un tiroteo con los terroristas, que huyen corriendo río arriba. A consecuencia de los disparos, son heridos Rubenach en una pierna y el sargento Domínguez en la cadera. En el momento de su huida, se cruzan con dos turistas holandeses que se encontraban en la zona.
Sin comprobar el estado del sargento Hervás, los demás guardias abandonan la zona con los Nissan para trasladar al sargento Domínguez al hospital de Sangüesa, y en el camino dan la alarma por radio. Llegan al lugar de los hechos más guardias y personal sanitario, que constatan el fallecimiento de José Luis Hervás y la ausencia de su arma reglamentaria. Sobre las 13 h. llegaron las fuerzas del Grupo Antiterrorista Rural, que comenzaron una batida por la zona utilizando un helicóptero y auxiliados por perros policía y detectores de explosivos. A las 20:45 localizan entre la maleza a Germán Rubenach, que se encuentra gravemente herido por varios disparos, y es trasladado inmediatamente a un centro hospitalario. Al caer la noche, las fuerzas especiales cesan el reconocimiento y acordonan las salidas de la Foz. Varios vecinos de Lumbier afirman haber visto atravesar el pueblo a gran velocidad un Seat 127 rojo ocupado por dos personas.
Por la mañana se reanudan las batidas, y a las 8:45 aparecen en una zona próxima a donde apareció Rubenach los cadáveres de Susana Arregi y Juan María Lizarralde, que presentan disparos en la cabeza. Junto al cadáver de Arregi se encontraba la pistola Star del sargento José Luis Hervás. Ambos presentaban signos evidentes de llevar varias horas muertos, y Lizarralde se encontraba con medio cuerpo dentro del agua. El rastreo de la zona deparó la aparición de 3 casquillos de bala, 2 correspondientes a la pistola del sargento y otro de 9mm a la de Lizarralde. Posteriormente se encontró otro del arma reglamentaria del sargento Hervás. A las 11:30 se procedió al levantamiento de los cadáveres.

## Repercusión política
El día 29, el Ministro del Interior, José Luis Corcuera, compareció de forma voluntaria ante el Congreso de los Diputados para explicar de forma oficial el desarrollo de los hechos. Comenzó su intervención así:

"Señorías, no vengo a demostrar la inocencia de la Guardia Civil. Esta la supongo, como corresponde a un Estado de derecho. Serán los que opinen lo contrario quienes deban aportar las pruebas necesarias. Me propongo, señorías, trasladarles la información de que dispongo en relación a los acontecimientos del pasado lunes en la Foz de Lumbier, dejando el veredicto definitivo en manos de las investigaciones aún no finalizadas por la juez encargada del caso. Permítanme, antes de pasar a relatar lo sucedido, señorías, que crea oportuno enmarcar los hechos por los que comparezco hoy ante esta Comisión en unos términos que, por cierto, no dejan margen alguno de duda. Primero, hacia el mediodía del 25 de junio, un sargento de la Guardia Civil, en el cumplimiento de su misión, es asesinado por tres terroristas. Segundo, tras un intercambio de disparos, estos hieren gravemente a otro miembro del cuerpo de la Guardia Civil. Tercero, horas más tarde, otros guardias civiles, compañeros del sargento asesinado, localizan a uno de los agresores, que se encuentra herido de gravedad. Cuarto, de manera inmediata solicitan los medios para que el miembro de ETA sea trasladado a un hospital. Quinto, con toda probabilidad, su localización y traslado por la Guardia Civil le salva la vida."

Para finalizar:

"(...)En este punto, señorías, caben dos posibilidades:
a) que la decisión fuera colectiva y cada uno ejecutase la opción contra su persona. El hecho de que el cadáver de Susana Arregui presente dos disparos puede ser porque al tratarse de un arma semiautomática, ya que portaba la del sargento a quien se la habían sustraído, cualquier sobrepresión en el disparador en las décimas de segundo que tenía la pistola encarada pudo producir dos disparos, o incluso por defecto mecánico en el arma, porque en ocasiones, como señalo a SS. SS. esto se ha producido.
b) Que Lizarralde Urreta por causas o motivos que obviamente desconozco, disparara contra su compañera o sus compañeros y posteriormente atentara contra su vida".

Tras su intervención, los distintos grupos parlamentarios aceptaron los argumentos expuestos por el ministro, aunque insistieron en la necesidad de agotar las investigaciones.

## Investigación

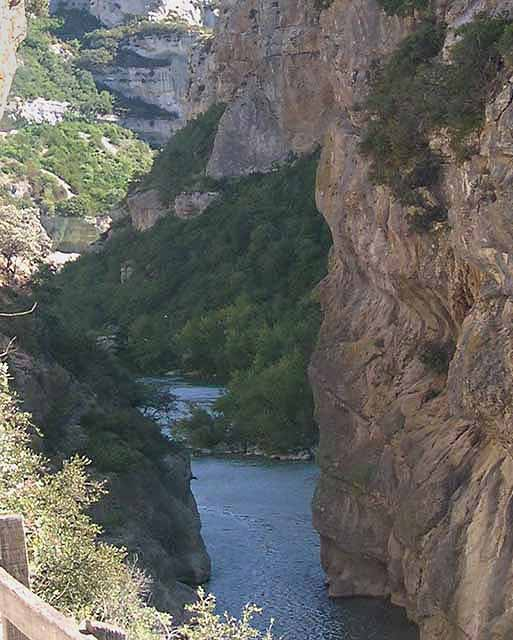
Otra imagen de la Foz, donde se puede observar lo escarpado de sus paredes y la imposibilidad del acceso lateral a la misma.

Las autopsias practicadas en primera instancia a los dos terroristas indicaron que Lizarralde presentaba una herida con traumatismo craneoencefálico en la cabeza causada por arma de fuego y con trayectoria de derecha a izquierda realizado "en contacto con la piel", avalando la teoría del suicidio. Por su parte, Susana Arregi presentaba un disparo de pistola realizado prácticamente en contacto con la piel de la cabeza, con trayectoria de izquierda a derecha y un segundo efectuado a unos 30 centímetros de distancia, realizado por otra persona. Se señaló como hipótesis más probable que hubiera sido disparada por otra persona, sin descartar la posibilidad del suicidio. Lo único que pudieron precisar es que murieron entre las doce de la mañana y las seis de la tarde.
Por su parte, Germán Rubenach, que resultó gravemente herido, realizó su primera declaración desde la UCI del Hospital Universitario de Navarra el día 3 de julio ante la juez de Aoiz, a la que declaró en presencia de su abogado, José Miguel Gorostiza, de Herri Batasuna, que Lizarralde se suicidó y que él disparó a Susana Arregi con el arma arrebatada al sargento muerto, y después se disparó a sí mismo. Después, sus abogados impugnaron esta declaración, aduciendo que Rubenach padecía una "amnesia parcial".
Además, Gorostiza apuntó la posibilidad de que los otros dos integrantes del comando (Zubieta y Goldaraz) se encontrasen en el lugar de los hechos y lograsen huir, lo que corroboraría la presencia del Seat 127 rojo que algunos testigos afirmaron ver alejarse a gran velocidad del lugar de los hechos. Rubenach había declarado que el grupo no disponía de automóvil.
La investigación oficial concluyó que, al verse rodeados por los GAR y sin salida posible del enclave, los terroristas optaron por el suicidio colectivo. Lizarralde murió en el acto al dispararse un tiro en la cabeza con su propia arma, una Browning de 9mm con la que también se efectuaron los disparos que acabaron con el sargento Hervás. Por su parte, Arregi y Rubenach habrían acordado que fuera éste quien disparase sobre ambos, con la pistola sustraída al sargento, falleciendo Arregi en el acto y quedando malherido Rubenach, con un disparo que le entró por el maxilar inferior y le salió junto al ojo izquierdo. En su primera declaración, Rubenach confesó que se encontraban en la Foz preparando un atentado contra la Guardia Civil.
Muchas de las investigaciones posteriores han sembrado dudas sobre la declaración de Rubenach y la veracidad de su versión inicial de los hechos:
- En su segunda declaración, Rubenach (que tras la primera alegó que padecía amnesia) aseguró que tras recibir el primer disparo, perdió el conocimiento, y cuando despertó, se encontraba en el hospital con otro disparo en la cabeza, y que no sabía nada de sus compañeros. Con este cambio, se exculpó de la muerte de Arregi, lo que le valió la absolución por este homicidio.[14]
- En julio, los análisis practicados por el Instituto Nacional de Toxicología al cuerpo de Juan María Lizarralde determinaron que su fallecimiento pudo producirse por ahogamiento en las aguas del río Irati, en el que tenía introducida la cabeza cuando fue hallado.[10] El estudio posterior explicó que la presencia de agua en sus órganos vitales no era incompatible con la muerte por disparo, y desmontó la posibilidad de que el ahogamiento fuera anterior al disparo.[13]
- En el juicio a Germán Rubenach, celebrado en 1995, como presunto autor de los disparos sobre su compañera Susana Arregi, la Audiencia Nacional absolvió al etarra al encontrar "serias y fundadas dudas" sobre su autoría.[15]
- Jamás se supo nada del Seat 127 que, "con dos personas armadas" según varios testigos, abandonó a gran velocidad el lugar de los hechos. Aunque se supuso que se trataba de otros dos integrantes del comando, nunca se pudo demostrar.

## Sepelios
Juan María Lizarralde y Susana Arregi fueron enterrados el 28 de junio en sus localidades de origen, Andoáin y Oñate, respectivamente, en una jornada "de tensión e incidentes", según registró la prensa.
La formación Herri Batasuna, brazo político de ETA, politizó los sucesos e intentó que los dos terroristas fueran declarados hijos predilectos de sus respectivos ayuntamientos -propuesta que fue rechazada por los plenos de ambos- y que sus respectivas capillas ardientes se instalaran en los salones de actos de las casas consistoriales, cosa que al final sí consiguieron.
El sargento de la Guardia Civil José Luis Hervás Mañas, de 35 años, fue enterrado en Castellón de la Plana, donde había vivido su niñez.

## Controversia
Entre los sectores más radicales del nacionalismo vasco, como Gestoras Pro Amnistía, se extendió la versión de que los dos etarras muertos habían sido torturados y ejecutados por la Guardia Civil. En un comunicado, ETA asumió la pertenencia a la banda de los fallecidos, pero según ellos, la Guardia Civil "torturó y ejecutó a sus militantes". Otras fuerzas políticas, como el Partido Nacionalista Vasco, aceptaron la versión oficial de los hechos.
La coordinadora KAS (ilegalizada en 1988 por su vinculación a ETA) convocó una huelga general en Andoáin y Oñate el 27 de junio, que sólo fue secundada por el comercio y la hostelería a causa de la presencia de piquetes.
Los hechos también tuvieron repercusión literaria, con la publicación, en 1990, del libro Foz de Lumbier. Antecedente y crónica de unas ejecuciones. El libro, escrito por Ricardo Zabalza, relaciona los sucesos de Foz de Lumbier con acontecimientos como el Bombardeo de Guernica o los fusilamientos de navarros durante la guerra civil española por las tropas sublevadas, y aborda hechos como la muerte de Gladys del Estal para presentar las muertes de Lumbier como un acto premeditado por las Fuerzas de Seguridad del Estado.

## Juicio
El único superviviente del comando, Germán Rubenach Roiz, fue condenado a 57 años de cárcel por la muerte de un guardia civil y por herir a otro durante los sucesos de la Foz de Lumbier. Asimismo, el fiscal solicitó para él 12 años de cárcel como presunto autor de la muerte de su compañera Susana Arregi, pero la Audiencia Nacional lo absolvió, tras cambiar su declaración inicial, por falta de pruebas. Otro integrante del comando Nafarroa, Juan José Zubieta, fue juzgado por otros delitos, pero no por los hechos de Lumbier, al no poder constatarse que estuviera presente en el lugar ni que fuera uno de los dos presuntos ocupantes del vehículo que se dio a la fuga. Ambos también fueron condenados, a 27 y 22 años respectivamente, por el secuestro del industrial Adolfo Villoslada.